# José María de la Fuente
José María Hugo de la Fuente Morales (Pozuelo de Calatrava, 1 de abril de 1855-Pozuelo de Calatrava, 21 de junio de 1932) fue un entomólogo y sacerdote español. Era y sigue siendo conocido cariñosamente como "el Cura de los Bichos".

## Biografía

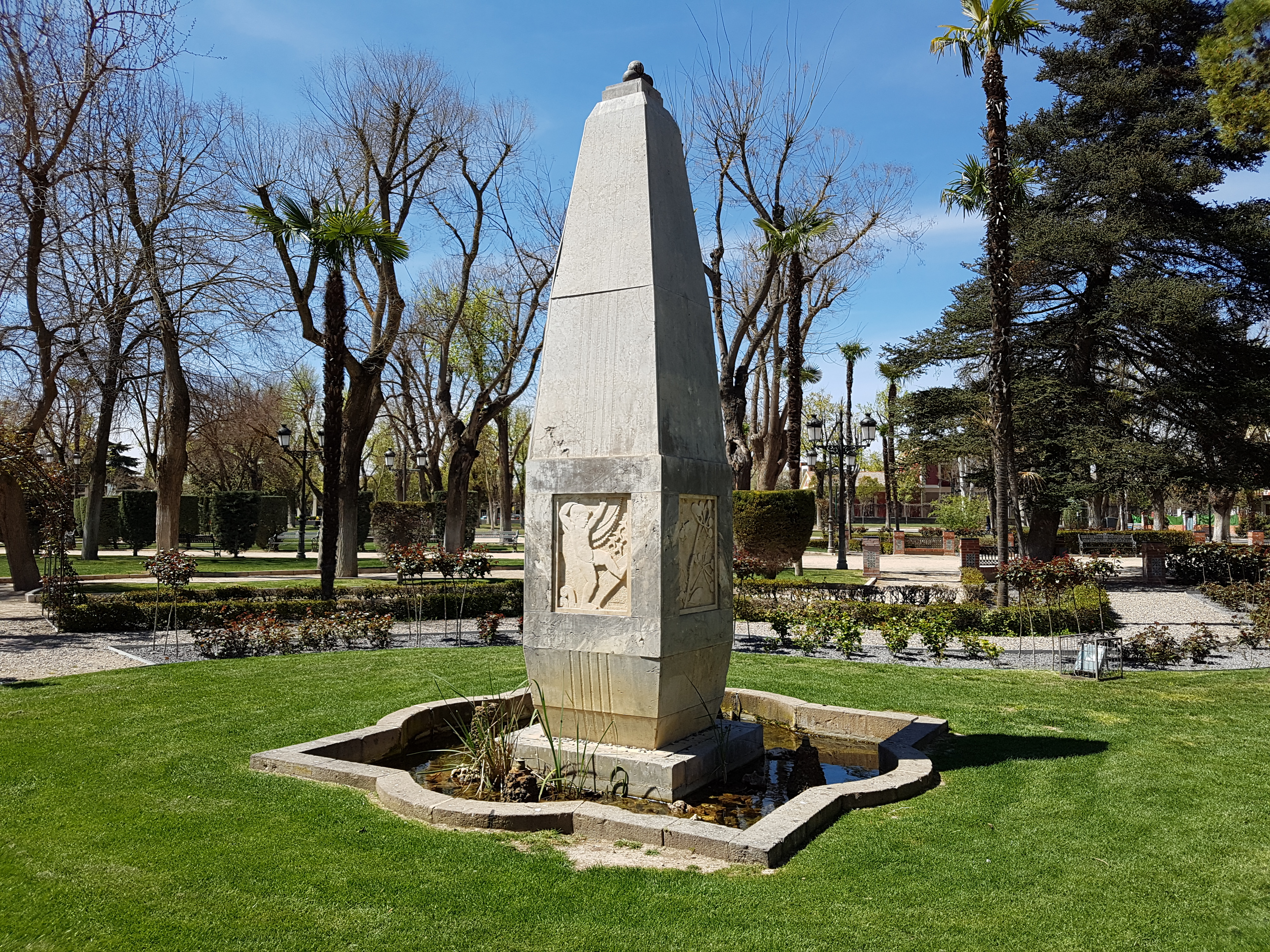
Monumento de 1934 a José María de la Fuente y Morales en el parque de Gasset de Ciudad Real.

Hijo del médico madrileño Ildefonso de la Fuente y Villanueva y de Anastasia Ramona Morales y Hornero, natural de Pozuelo de Calatrava. Fue el segundo de sus nueve hijos, de los cuales solamente cuatro traspasarían la edad adulta. Se interesó por la carrera sacerdotal y comenzó a estudiar latín en Moral de Calatrava, completando sus estudios en los seminarios de Toledo y Jaén. Durante unas vacaciones en estos estudios, envió un insecto, que clasificó como Pycnogaster graellsi (de la familia de los tetigónidos  o saltamontes longicornios) a Ignacio Bolívar Urrutia, catedrático de entomología de la Universidad Central; este, tras confirmarle su atinada clasificación, le envió tres cajones de insectos para que no abandonase sus investigaciones y pudiese clasificar los nuevos ejemplares que encontrase. Eso animó definitivamente la carrera científica del joven seminarista, que terminaría por convertirse en una de las eminencias europeas de la especialidad. 

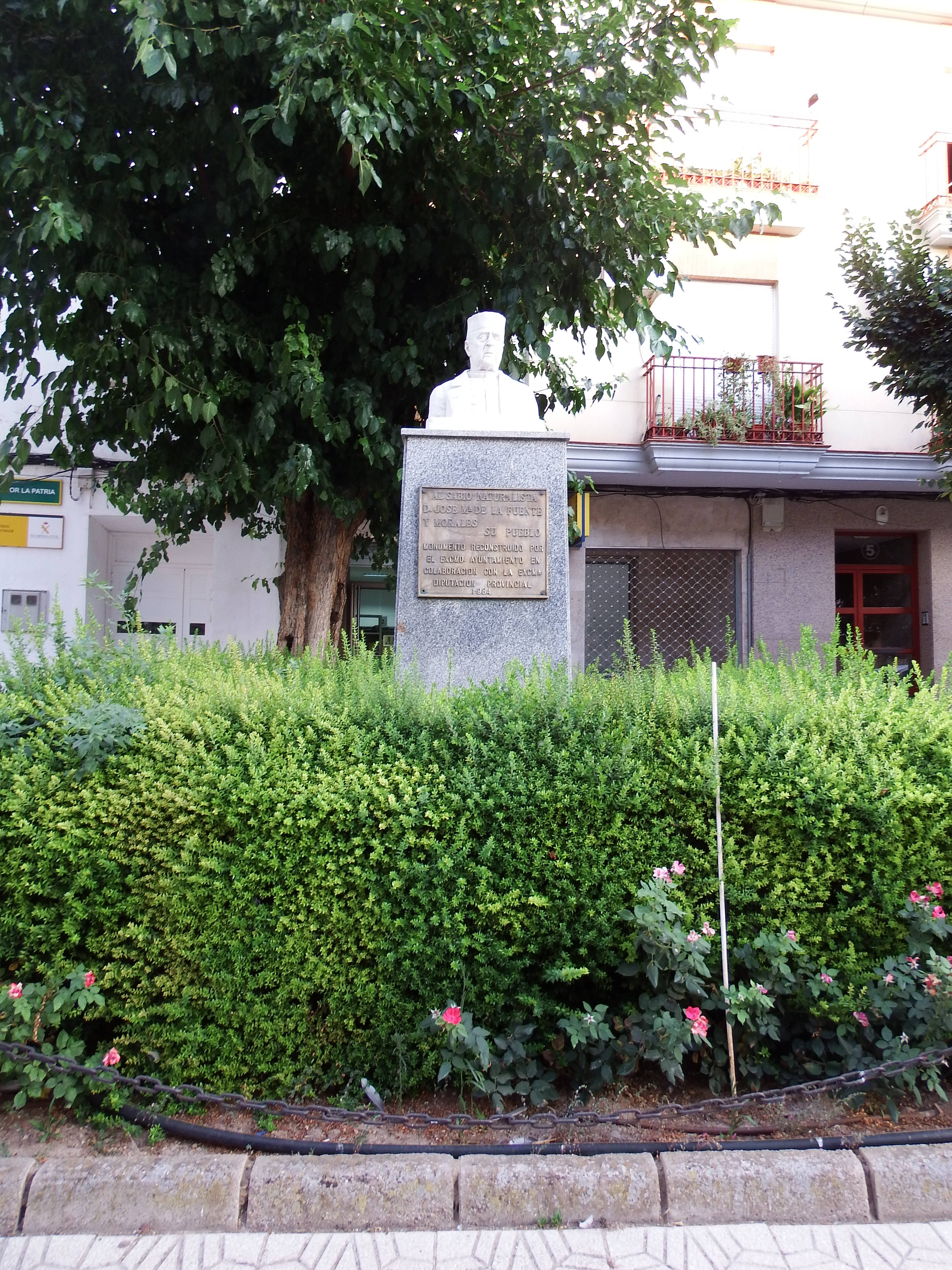
Monumento a José María de la Fuente y Morales en Pozuelo de Calatrava.
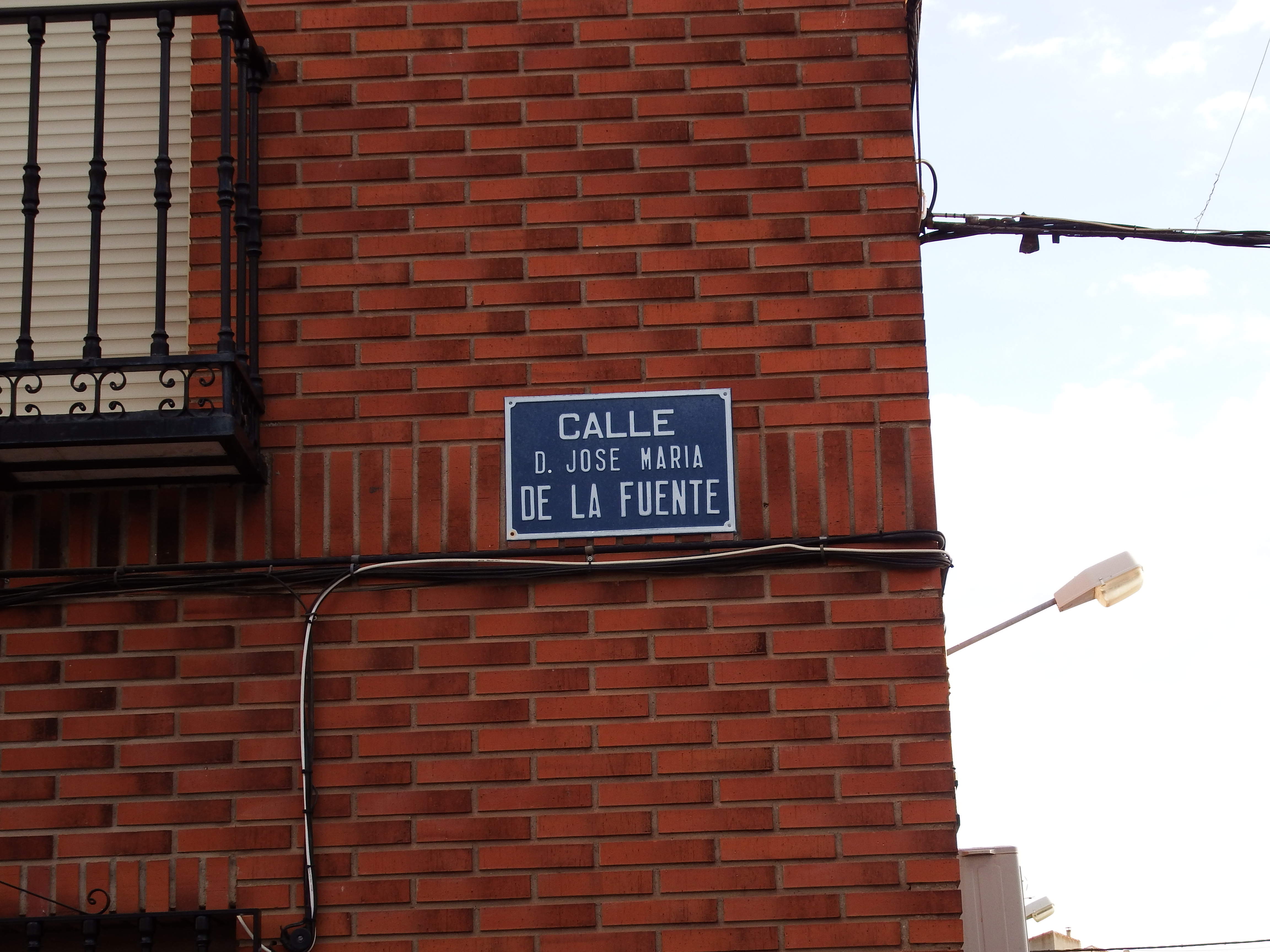
Calle dedicada a José María de la Fuente y Morales en Pozuelo de Calatrava.

Fue ordenado sacerdote en Ciudad Real en 1879 y ejerció en Almodóvar del Campo hasta 1888. Allí se dedicó a aumentar su colección con reptiles y anfibios y compuso un cuadernillo de poesías que se conserva en el Museo de Ciudad Real. Después pasó alrededor de un año en Ciudad Real y fue trasladado a Almagro, donde fue coadjutor de la parroquia de San Bartolomé entre 1890 y 1891. Por fin cumplió su gran deseo, expreso en sus poesías, de volver como sacerdote a su pueblo, Pozuelo de Calatrava, de donde ya no se trasladó más, iniciando una intensísima actividad entomológica, para la cual aprendió además distintos idiomas a fin de entender la bibliografía especializada en la materia.
Allí también completó una importante biblioteca especializada en entomología de más de cuatrocientos volúmenes en varias lenguas y una importante colección de insectos que se conserva también con otras obras suyas en el Museo de Ciudad Real. Dos años más tarde de llegar a Pozuelo empiezan sus colaboraciones en la Real Sociedad Española de Historia Natural. La primera comunicación aparece en las Actas de 1893, con la descripción de dos nuevas especies de ortópteros. Una visita al balneario de Archena en Murcia a causa de su reumatismo le hace descubrir gran número de nuevas especies. En 1897 empieza una larga serie titulada Datos para la fauna de la provincia de Ciudad Real.

## Obras
- Catálogo sistemático-geográfico de los coleópteros observados en la Península Ibérica, Pirineos propiamente dichos y Baleares (1918-1932)
- Tablas analíticas para la clasificación de los coleópteros de la Península Ibérica. Barcelona: Imprenta Altés, 1927.
- La fauna de la provincia de Ciudad Real Ciudad Real: Tipografía del Hospicio Provincial, 1929.